# Маастрихтський ярус
| Система/ Період                                                       | Відділ/ Епоха    | Ярус/ Вік           | Вік (млн років) | Вік (млн років) |
| --------------------------------------------------------------------- | ---------------- | ------------------- | --------------- | --------------- |
| Палеоген, P                                                           | Палеоцен, P1     | Данський, P1d       | молодше         | молодше         |
| Крейда, K                                                             | Верхня/Пізня, K2 | Маастрихтський, K2m | 66,0            | 72,1            |
| Крейда, K                                                             | Верхня/Пізня, K2 | Кампанський, K2km   | 72,1            | 83,6            |
| Крейда, K                                                             | Верхня/Пізня, K2 | Сантонський, K2s    | 83,6            | 86,3            |
| Крейда, K                                                             | Верхня/Пізня, K2 | Коньякський, K2k    | 86,3            | 89,8            |
| Крейда, K                                                             | Верхня/Пізня, K2 | Туронський, K2t     | 89,8            | 93,9            |
| Крейда, K                                                             | Верхня/Пізня, K2 | Сеноманський, K2c   | 93,9            | 100,5           |
| Крейда, K                                                             | Нижня/Рання, K1  | Альбський, K1alb    | 100,5           | ~113,0          |
| Крейда, K                                                             | Нижня/Рання, K1  | Аптський, K1apt     | ~113,0          | ~125,0          |
| Крейда, K                                                             | Нижня/Рання, K1  | Баремський, K1br    | ~125,0          | ~129,4          |
| Крейда, K                                                             | Нижня/Рання, K1  | Готерівський, K1g   | ~129,4          | ~132,9          |
| Крейда, K                                                             | Нижня/Рання, K1  | Валанжинський, K1v  | ~132,9          | ~139,8          |
| Крейда, K                                                             | Нижня/Рання, K1  | Беріаський, K1b     | ~139,8          | ~145,0          |
| Юра, J                                                                | Верхня/Пізня, J3 | Титонський, J3tt    | древніше        | древніше        |
| Підрозділи Крейдової системи наведені згідно МКС, станом на 2018 рік. |                  |                     |                 |                 |
| п о р                                                                 |                  |                     |                 |                 |

Маастрихтський вік і ярус або маастрихт (англ. Maastrichtian, від назви міста Маастрихт, Нідерланди) — стратиграфічний підрозділ, верхній і останній ярус верхнього відділу крейдової системи мезозойської ератеми.

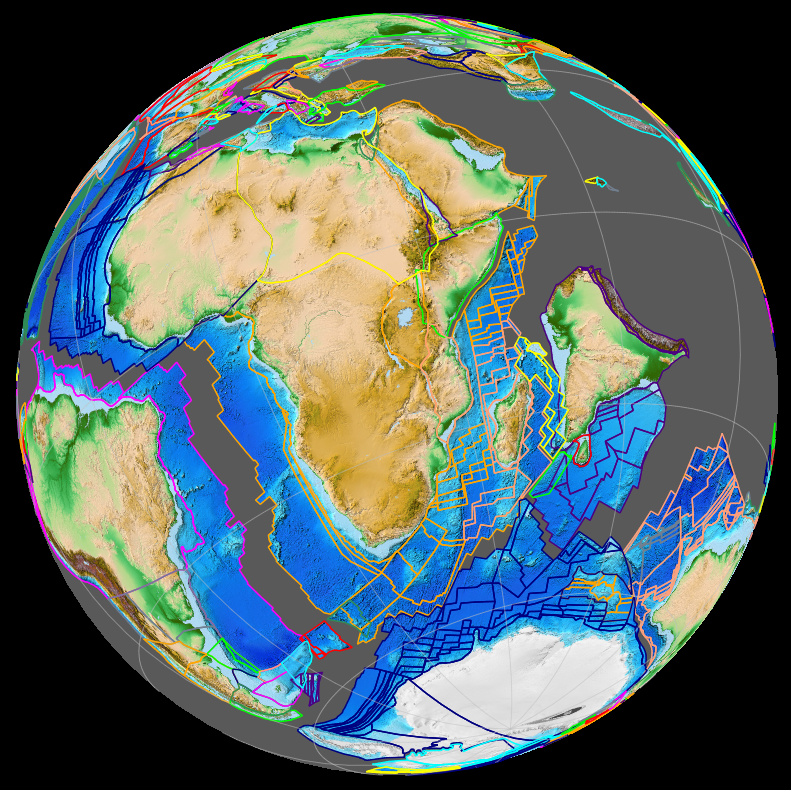
Індійський океан 70 млн років тому

Відклади маастрихтського ярусу підстеляються породами кампанського ярусу крейди, перекриваються відкладами данського ярусу палеогенової системи кайнозойської ератеми.
Охоплює час від 72,1 ±0,2 до 66,0 млн років тому.

## Палеонтологія
Динозаври залишалися домінівними великими наземними тваринами протягом усього маастрихту. Також вже існували ссавці з подібною до сучасних ссавців внутрішньою будовою. Як амоніти, так і птерозаври зазнали серйозного занепаду протягом маастрихту:238, 239.
Декілька архаїчних клад птахів, таких як енанціорнісові, іхтіорнісові та гесперорнісоподібні, вижили до кінця маастрихту, але зникли за часів крейдово-палеогенового вимирання.

### Птерозаври
Традиційно вважалося, що в фауні птерозаврів маастрихтського періоду домінували аждархіди, а інші групи птерозаврів вимерли раніше. Однак останні знахідки свідчать про досить різноманітний видовий склад птерозаврів: принаймні шість ніктозаврів (Nyctosaurus lamegoi) датуються цим періодом, як і кілька птеранодонтидів та Navajodactylus, попередньо віднесений до аждархідів. Це може свідчити про більшу різноманітність птерозаврів кінця крейдяного періоду, ніж передбачалося раніше.

### Флора
Еволюційна радіація покритонасінних (квітучих рослин) досягла свого піка в маастрихтському періоді. Від 50 % до 80 % усіх родів наземних рослин були покритонасінними, хоча голонасінні та папороті все ще займали більшу частину поверхні суші:238.